# Charles-Antoine Goulet
Charles-Antoine Goulet (9 settembre 2005) è uno sciatore alpino canadese.

## Biografia
Specialista della prove tecniche originario di Drummondville e attivo dal dicembre del 2021, Goulet ha esordito in Nor-Am Cup il 23 febbraio 2023 a Mont Sainte-Marie in slalom gigante (50º); non ha debuttato in Coppa del Mondo e non ha preso parte a rassegne olimpiche o iridate.

## Palmarès

### Nor-Am Cup
- Miglior piazzamento in classifica generale: 134º nel 2025

### Campionati canadesi
- 2 medaglie:
  - 2 bronzi (slalom speciale nel 2024; slalom speciale nel 2025)